# Шварц, Мелвин
Мелвин Шварц (англ. Melvin Schwartz; 2 ноября 1932, Нью-Йорк, США — 28 августа 2006, Туин-Фолс, Айдахо, США) — американский физик, профессор, лауреат Нобелевской премии по физике (1988) за открытие и исследование мюонных нейтрино и антинейтрино, открыл существование сигма-ноль-гиперона и пиония.
Член Национальной академии наук США (1975).

## Биография
Родился в Нью-Йорке в еврейской семье. В двенадцать лет поступил в физико-математическую школу с научным уклоном в Бронксе, давшую миру четырёх Нобелевских лауреатов. По окончании школы поступил (1949) в Колумбийский университет на физический факультет, возглавляемый в то время легендарным профессором Исидором Раби, будущим лауреатом Нобелевской премии, воспитавшем шесть Нобелевских лауреатов за 13 лет. В 1958 году Мелвин Шварц становится ассистентом профессора, в 1963 — профессором. Совместно с выдающимися учёными Леоном Ледерманом и Джеком Стейнбергером разработал и осуществил на протонном синхротроне AGS в Брукхейвенской национальной лаборатории уникальный физический эксперимент, в ходе которого мюонные нейтрино впервые были получены не в космических лучах, а в лаборатории, что позволило исследовать их, и сделать однозначный вывод о существовании нового типа нейтрино, отличного от электронного нейтрино.
Мелвину Шварцу принадлежит открытие сигма-ноль-гиперона и пиония, а также экспериментальное доказательство несохранения чётности в распаде гиперонов.
В 1988 Шварц, совместно с Леоном Ледерманом и Джеком Стейнбергером, был удостоен Нобелевской премии по физике за открытие мюонного нейтрино.
В 1992 году подписал «Предупреждение человечеству».
Мелвин Шварц умер 28 августа 2006 года.Умер от гепатита